# Hanaro Card
Hanaro Card là thẻ tiếp xúc thông minh được sử dụng trong hệ thống vận chuyển công cộng ở Busan, Hàn Quốc. Lần đầu tiên sử dụng vào năm 1997, Hanaro Card hiện đang được sử dụng để trả phí bãi đậu xe và trạm thu phí.

## Liên kết
- (tiếng Hàn) Trang chủ